# Лерер, Леонид Ефимович
Леонид Ефимович Лерер (также Арье Лерер; 19 апреля 1943 — 2 января 2014) — советский и израильский математик, специалист в области теории операторов.

## Биография
В 1965 году окончил Кишинёвский государственный университет. В 1969 году под руководством Александра Маркуса и Израиля Гохберга защитил кандидатскую диссертацию по теме «Некоторые вопросы теории линейных операторов и теории базисов локально выпуклых пространств».
В 1969—1973 годах преподавал в Кишинёвском государственном  университете. С декабря 1973 года — в Израиле. С 1974 года — на математическом факультете хайфского Техниона (с 1981 года — доцент, с 1988 года — профессор). Среди учеников — М. Л. Тисменецкий.

## Под редакцией
- Convolution equations and singular integral equations. Edited by L. Lerer, V. Olshevsky and I. Spitkovsky, Oper. Theory Adv. Appl. 206. Basel: Birkhäuser Verlag, 2010.
- A panorama of modern operator theory and related topics. The Israel Gohberg memorial volume. Edited by Harry Dym, Marinus A. Kaashoek, Peter Lancaster, Heinz Langer and Leonid Lerer. Oper. Theory Adv. Appl. 218. Basel: Birkhäuser Verlag — Springer Basel AG, 2012.

## Festschrift
Advances in Structured Operator Theory and Related Areas: The Leonid Lerer Anniversary Volume (Operator Theory: Advances and Applications). Edited by Marinus Kaashoek, Leiba Rodman, Hugo J. Woerdeman. Birkhäuser, 2013.